# Catedral de Alejandro Nevski de Sofía

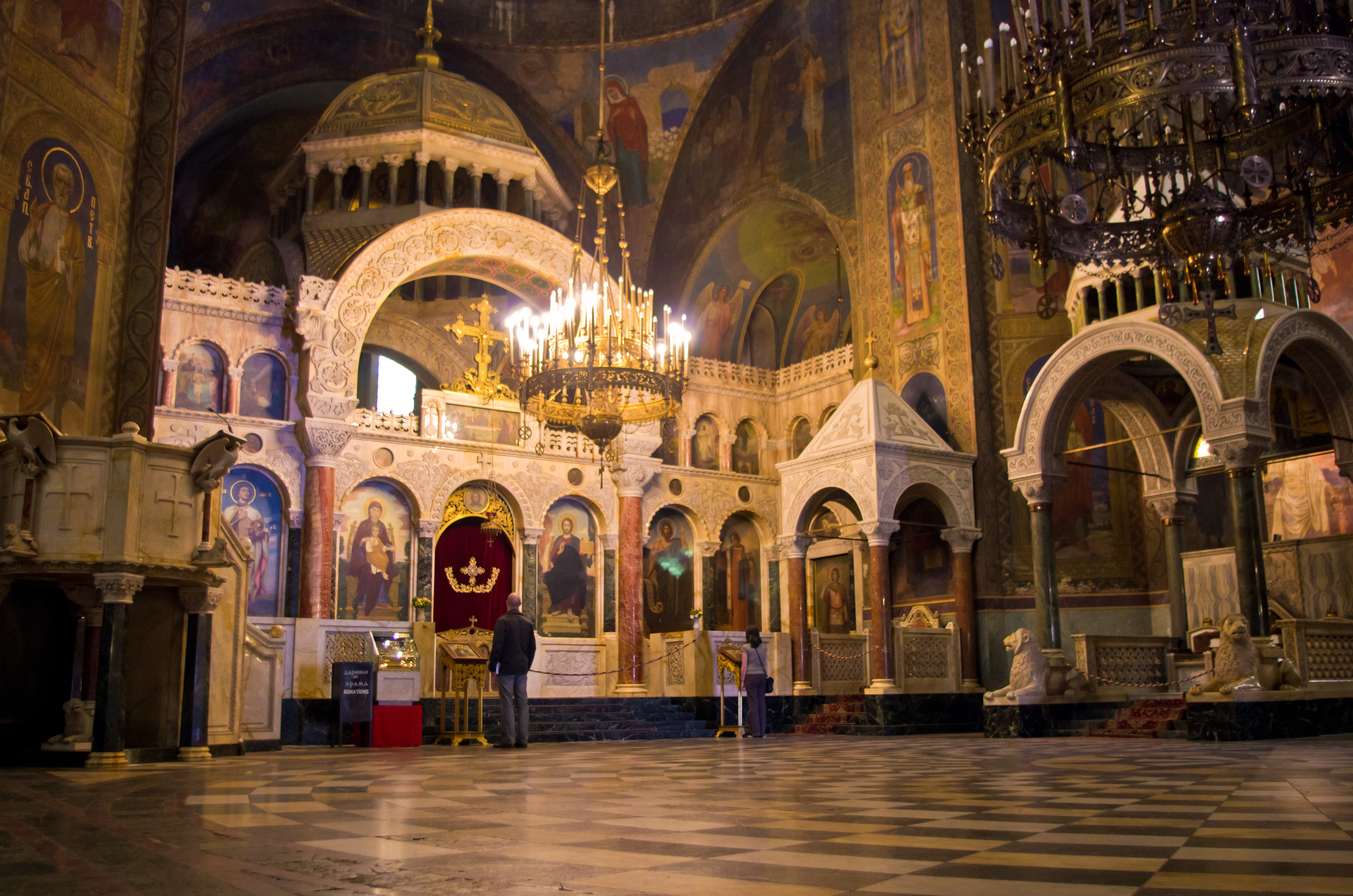
Interior del templo.

La catedral de San Alejandro Nevski (en búlgaro: Свети Александър Невски) en Sofía, capital de Bulgaria, es la sede del Patriarcado de Bulgaria y una de las sesenta catedrales cristianas más grandes del mundo, así como una de las Diez Catedrales Ortodoxas más grandes del mundo, así como un símbolo de Sofía y principal atracción turística de la ciudad. Mide 72 metros de largo, 42 metros de ancho y 52 metros de alto, tiene una superficie de 3170 m² y capacidad para 10 000 personas. Es la segunda catedral más grande de los Balcanes, después del todavía no acabado templo de San Sava en Belgrado, Serbia. La iglesia fue proclamada monumento de la cultura en 1924. 

## Historia
La decisión de "construir un monumento a la brillante hazaña de la Liberación, en el que la sangre de los libertadores se fusione con la sangre de los liberados" se tomó en 1879 durante la Asamblea Constituyente en Tarnovo (la propuesta fue hecha por Petko Karavelov ). Se hicieron varias propuestas para el lugar del monumento e inicialmente se eligió Tarnovo, pero después de que la ciudad de Sofía fuera elegida como capital, la Primera Asamblea Popular Ordinaria decidió que el templo debería construirse en la capital. El príncipe Alejandro hizo un llamamiento a los búlgaros y la iglesia se construyó con donaciones públicas que también honrase a los soldados rusos y revolucionarios búlgaros que murieron en la guerra ruso-turca de 1877-78, la cual llevó a la Liberación de Bulgaria del Imperio otomano.. Se recaudaron contribuciones voluntarias por un total de BGN 1 900 000. La primera piedra se colocó con extraordinaria solemnidad en3 de marzo (19 de febrero al estilo antiguo) de 1882, cuarto aniversario de la firma del Tratado de San Stefano. En los cimientos del templo se colocó una caja de metal, en la que se registraron los nombres de los miembros del gobierno.
La catedral fue diseñada por el arquitecto ruso Aleksandr Pomerántsev, con ayuda de Aleksandr Smirnov y Aleksandr Yákovlev, ya que el proyecto inicial de Iván Bogomólov de 1884-85 fue modificado radicalmente por Pomerántsev, que se inspiró en un estilo neobizantino, estilo muy propio de Bulgaria y muy de moda en la Rusia de la época. El diseño final concluyó en 1898 y la construcción y decoración del templo se llevó a cabo por artistas, arquitectos y trabajadores búlgaros, rusos, austro-húngaros y otros europeos.
Los mármoles y lámparas fueron creadas en Múnich, los elementos metálicos de las puertas en Berlín, las puertas en sí se realizaron en la fábrica de Karl Bamberg en Viena y los mosaicos se trajeron desde Venecia.

## Arquitectura

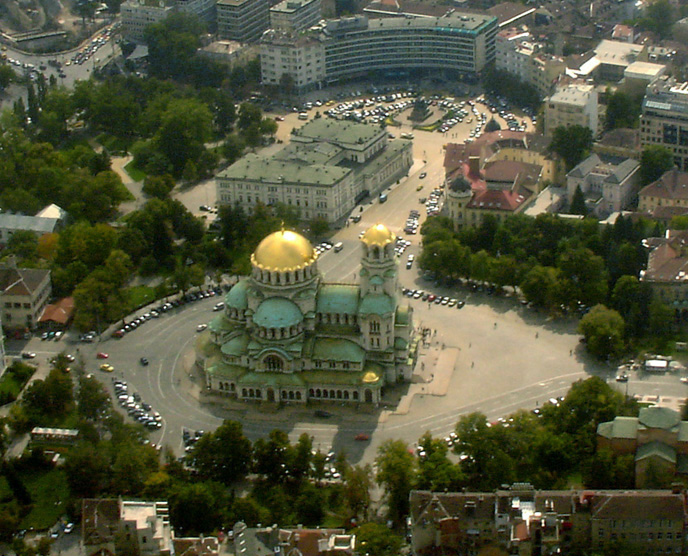
Una vista aérea de la catedral de Alejandro Nevski.

La catedral de San Alejandro Nevski tiene planta cruciforme con una gran cúpula central, realizada en oro plateado con 45 metros de altura y un campanario que alcanza los 53 metros. El templo tiene doce campanas con un peso total de 23 toneladas, la más pesada de 12 toneladas y la más pequeña de 10 kilos. El interior está decorado con mármol italiano de varios colores, ónice brasileño, alabastro y otros materiales lujosos. La cúpula central tiene el Padre Nuestro inscrito a su alrededor en letras doradas.
El templo es una imponente basílica de cinco naves con cúpulas de crucería de estilo neobizantino con múltiples cúpulas, semicúpulas y pequeñas bóvedas cilíndricas y una cúpula central. Su interior está dividido longitudinalmente en tres partes, un nártex (con dos capillas), una parte central y un altar (con tres tronos), y su parte central se compone de cinco naves de ancho (con las dos galerías laterales cubiertas). El estilo arquitectónico es el llamado "neobizantino". La cripta se encuentra en el subsuelo del templo. En 1965 se convirtió en un museo de arte medieval y antiguo, filial de la Galería Nacional de Arte, donde se exponen algunos de los más bellos iconos y frescos búlgaros de los siglos XII-XIX.
El campanario de la iglesia con la cruz mide 53 m de altura y tiene 12 campanas fundidas y traídas de Moscú. El más grande pesa casi 12 toneladas y el más pequeño 10 kg, el peso total de todos ellos es de 23 toneladas.
La característica exterior más notable del templo es su cúpula dorada. La capa del techo está hecha de lona asfáltica y lámina de cobre y tiene una superficie de unos 4000 m². El área dorada de las cúpulas es de 700 m2, con un peso total de oro de 8,35 kg, pero la capa es muy fina, por lo que es necesario restaurarla periódicamente. La tecnología de dorado es rusa y hasta el año 2001 lo hacían especialistas rusos y con oro ruso. La última restauración del dorado fue en 2001 y fue realizada por especialistas búlgaros. Se utilizó pan de oro con un tamaño de 84 x 84 mm y un espesor de aproximadamente 0,4 µm. Por ejemplo, solo para el área de la cúpula del campanario, que es de 160 m2, se utilizaron 25.000 de tales láminas, y el oro utilizado era alemán y era de 23,75 quilates.

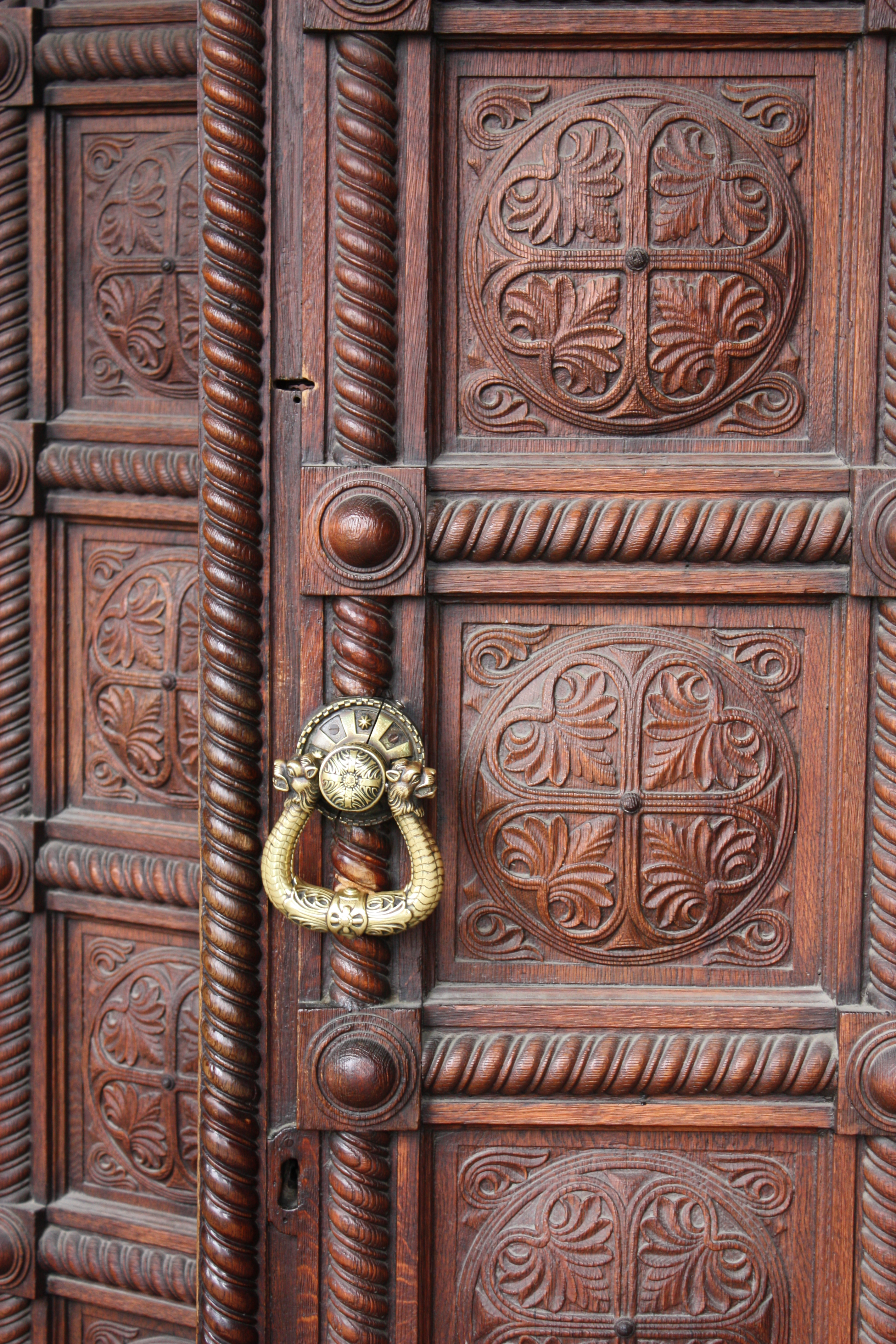
Las puertas del templo, 2009.

La fachada está revestida de piedra blanca de Vratsa y todo el templo está rodeado por un basamento de granito de 1,40 m de altura. Un mosaico icono del santo patrón del templo de St. Alexander Nevsky, diseñado por Anton Mitov. A ambos lados de la entrada principal hay 2 placas conmemorativas de mármol de Carrara con el texto "Por la perpetuación del amor fraternal y profunda gratitud al gran pueblo ruso, por la Liberación de Bulgaria en 1878".

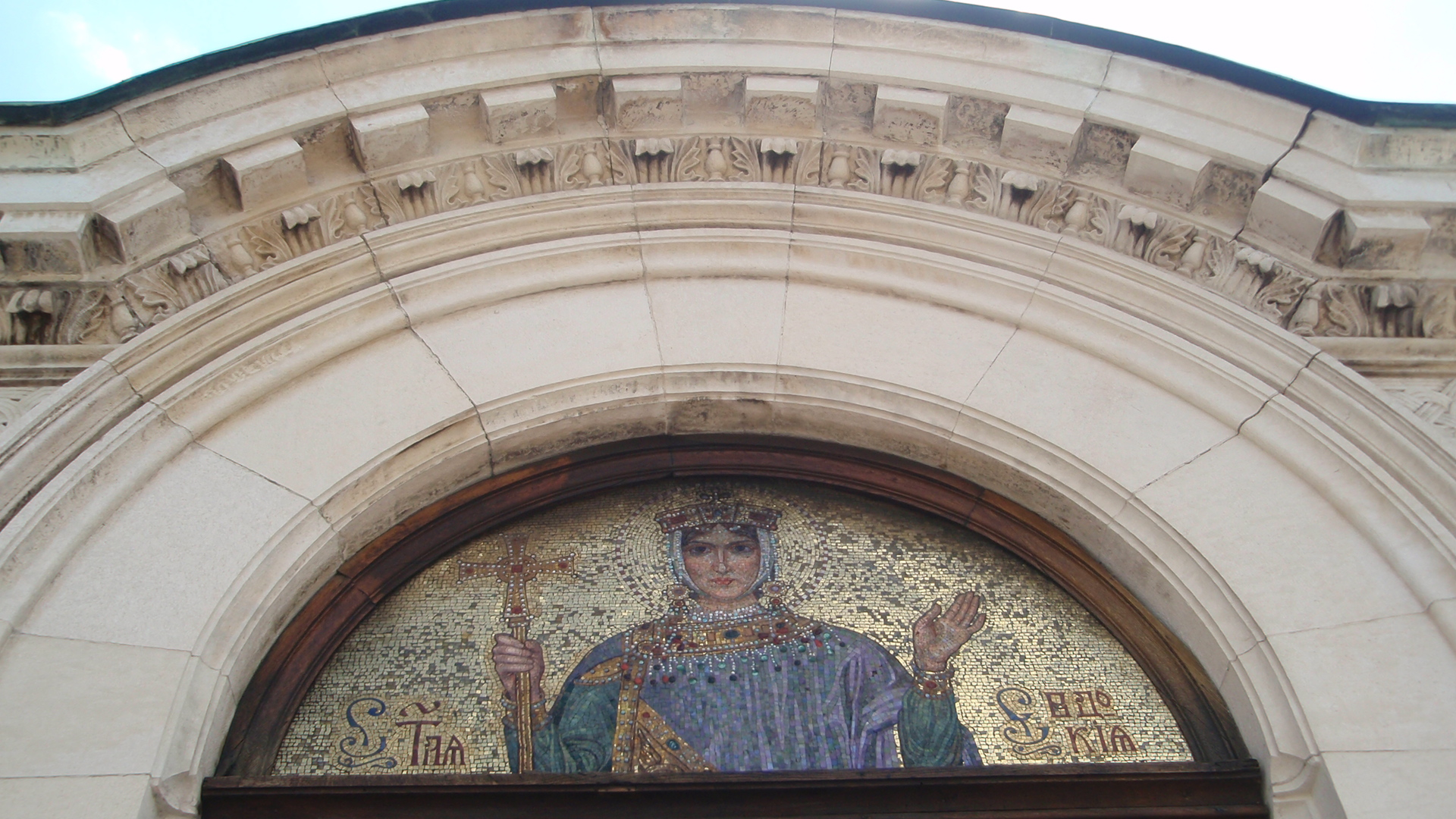
Icono de mosaico de Santa Evdokia en la luneta sobre las puertas del suroeste.

Las puertas de madera del templo fueron hechas por Karl Bamberg, dueño de una fábrica de muebles en Viena. Están hechos de roble de Eslavonia y cubiertos con talla de madera de rosetas cruciformes. 
En la decoración del interior del templo, se utilizaron materiales de construcción caros y de muy alta calidad: mármol italiano multicolor, ónix de Brasil, alabastro y otros. Los accesorios de iluminación del templo se fabricaron en Múnich.
Las dimensiones del templo son: altura del templo - 53,02 m, longitud del templo - 73,50 m, ancho del templo - 52,20 m, altura del campanario en la parte superior de su cúpula - 50,52 m, altura de los dorados cruz sobre ella 2,50 m, altura de la cúpula central – 46,30 m, superficie construida – 3170 m2, volumen – 86.000 m3. La iglesia puede albergar a 5.000 personas, tanto como el salón más grande del Palacio Nacional de la Cultura (NDK).

## Disposición interna
La rica decoración interior está realizada en ónice, alabastro y mármol de colores de origen brasileño, marroquí, italiano y alemán (Giallo di Siena, Verdi di mare, Onyx Braziliano, alabastro de India, etc.). Todos los elementos de la escultura de mármol se elaboraron con maestría y se instalaron con precisión bajo la dirección de Arch. Yakovlev.
El suelo del templo también está cubierto de mármoles italianos multicolores en forma de mosaicos. Además, Yakovlev diseñó los mosaicos ornamentales de las paredes. La talla ornamental en mármol se realizó bajo la dirección del profesor Vasili Perminov. Los trabajos de pintura fueron supervisados por el maestro austriaco Lester. La escultura metálica de las puertas se realizó en Múnich y los mosaicos se suministraron desde Venecia.
Las luminarias son de estilo Nuevo Imperio. La araña central pesa 2500 kg, está suspendida a 27 m de altura y está decorada con colgantes (lágrimas de cristal) de vidrio Jena.
En el altar central se eleva un baldaquino con cuatro columnas principales, arcos, 32 columnas abovedadas y un capitolio, todo de ónice y alabastro rojo y verde, y la cúpula es de mosaico. El sillón del arzobispo, el trono real y el púlpito también están hechos de mármoles preciosos con tallas.
Todo el iconostasio central está hecho de mármoles multicolores y se funde con las dos columnas frontales de ónix del dosel del altar. La parte inferior del iconostasio (4 m) es de mármol blanco-amarillo (Giallo di Siena) con 9 huecos para iconos iconostasio colocados sobre columnas de mármol verde italiano (Verde di mare), y su parte superior (2 m) es de mármol rojo claro (Cipolino di Siena) con diez agujeros más pequeños (también para iconos de iconostasio). El iconostasio también está decorado con bajorrelieves y molduras.
En su disposición, los dos iconostasios laterales son una repetición del iconostasio central en un tamaño más reducido.

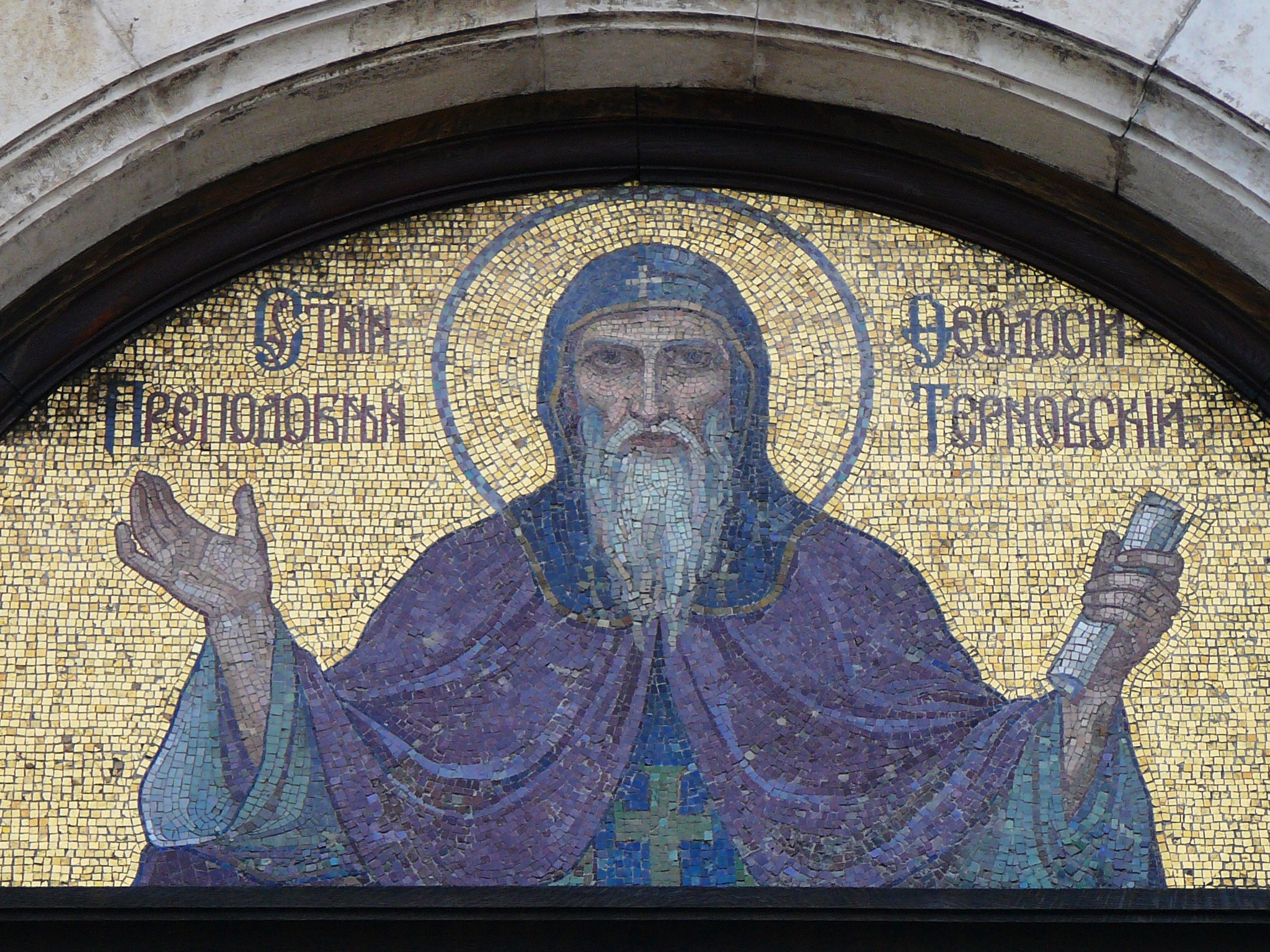
Retrato en mosaico de San Teodosio de Tarnovo de la decoración exterior del templo.

El interior del templo está decorado con iconos y murales. De los iconos, 82 son óleos sobre lienzo, algunos montados en bastidores de cartón y otros directamente en la pared. Están dispuestas en los iconostasios de los tres tronos del templo, en el nártex inferior y en los tres kivos.

### Pasillo sur
El iconostasio sur contiene 17 imágenes artísticas del profesor Anton Mitov. El más llamativo es el icono de San Boris I, representado con ropajes reales ceremoniales, patrón del iconostasio. En la puerta del iconostasio se encuentra el icono de San Iván de Rila.
De los frescos de la nave sur, es interesante el de Bolotnov "Bodas de Canná de Galilea" en el nicho arqueado de la pared sur. Frente a la entrada sur se encuentra "La decapitación de Juan el Bautista", de Ivan Murkvicka.

### Nave central
En la semicúpula sobre el altar se encuentran "Epifanía", "Natividad" y "Bautismo de Jesucristo" de Kiselyov.
Todos los iconos del iconostasio central fueron pintados por artistas notables, entre los que destacan los dos iconos centrales - Cristo y Virgen María - de Viktor Vasnetsov. A la izquierda de la Virgen está el ícono de Alexander Nevsky del Prof. V. Savinsky. A la derecha de Cristo están "Juan el Bautista", "Archidiácono Esteban" y "St. Thomas" del italiano Bruni (1856 – 1935).
En lo alto alrededor de la cúpula central, se puede ver un anillo de letras eslavas eclesiásticas escritas en bronce: toda la oración "Padre Nuestro" está escrita en idioma eslavo eclesiástico. Debajo de la cúpula misma, uno de los frescos más impresionantes: " Dios de Sabaot" de Myasoedov. El artista pintó sobre un andamio de madera y un esquema dibujado matemáticamente. Solo después de terminar el trabajo y quitar el andamio, pudo ver su obra en su totalidad, que tiene dimensiones impresionantes: la cara mide diámetro 2 m, el brazo mide 4,60 m de largo, el área total del fresco son 850 m2.
Los arcos que conectan la cúpula central con el coro (escenario del coro) representan el "Vuelo de la Sagrada Familia de Jerusalén a Egipto" y el "Gólgota" de Rosenthal. Sobre el coro está el fresco "El Juicio Final" de Kiselov.

### Iconostasio norte
Los iconos del iconostasio norte son de Jesús, Theotokos y Cirilo y Metodio y fueron realizados por Ivan Murkvicka. También es el autor del mural de la pared norte en el arco, "Jesús a las 12 en el Templo entre los escribas y fariseos". El tono general es más brillante que el de otras obras al óleo.
En la pared norte de la nave, bajo el arco, se encuentra el "Sermón en el mar de Galilea" de Measoedov, y frente a él, "La alimentación de los 5000 con cinco panes y dos peces", también de su autoría.
En la antesala de la nave, en la pared sur, está pintada "La crucifixión del patriarca Eutimio", de Anton Mitov.

## Nombre
El templo lleva el nombre de Alejandro Nevski (1220-1263), gobernante del principado de Nóvgorod, figura clave en la historia medieval rusa por su defensa del cristianismo ortodoxo frente a los ataques de los católicos, teutones y tártaros. Por todo ello, su figura es venerada como un santo en el mundo de la Iglesia ortodoxa.
El nombre de la catedral cambió brevemente entre 1916 y 1920 a catedral de San Cirilo y San Metodio, ya que Bulgaria y Rusia estaban en bandos opuestos durante la Primera Guerra Mundial, aunque no tardó en volver a su nombre original.

## Reliquias y museo

Detalle de las cubiertas.

A la izquierda del altar se encuentran las reliquias de Alejandro Nevski, otorgadas por la Iglesia ortodoxa rusa. Aunque la placa en búlgaro se refiere a ellas únicamente como "reliquias", los restos parecen identificarse con una costilla.
La catedral alberga un museo de iconos búlgaros en la cripta del templo, siendo parte de la Galería de Arte Nacional de Bulgaria. La iglesia sostiene que alberga una de las mayores colecciones de iconos ortodoxos de Europa.